# Беннетт, Джо
Джо́зеф (Джо) Бе́ннетт (англ. Joseph "Joe" Bennett; род. 28 марта 1990, Рочдейл, Большой Манчестер) — английский футболист, левый защитник клуба «Оксфорд Юнайтед».

## Клубная карьера

### «Мидлсбро»
Джо родился в Рочдейле, но когда ему было 10 лет, его семья переехала на северо-восток Англии, в городок Норталлертон. Заниматься футболом Беннетт начал в местной команде, а вскоре попал в молодёжную академию «Мидлсбро». В 15 лет Беннетт мог оказаться в «Ньюкасл Юнайтед», но просмотр прошёл неудачно, и он вернулся в «Боро».
Летом 2008 года Джо подписал с «Мидлсбро» первый профессиональный контракт и прошёл вместе с главной командой предсезонную подготовку. 24 мая 2009 года защитник дебютировал в составе «Мидлсбро», выйдя на замену в матче последнего тура Премьер-Лиги против «Вест Хэма» (1:2), а в августе подписал новый трёхлетний контракт. 26 сентября 2009 года в игре против «Ковентри Сити» Беннетт впервые вышел в стартовом составе «речников» и стал регулярно появляться в матчах чемпионата. Но после увольнения с поста главного тренера Гарета Саутгейта, новый менеджер «Мидлсбро» Гордон Стракан перестал привлекать юного защитника к основному составу. Всего по итогам сезона 2009/10 Джо принял участие в 13 встречах.
На старте сезона 2010/11 Беннетт лишь однажды появился на поле — во встрече Кубка Лиги против «Честерфилда». Однако в октябре Стракан был отправлен в отставку и новый тренер «Боро» Тони Моубрей вернул Беннетту место в основном составе на левом фланге обороны. 25 января 2011 года он продлил контракт с «Мидлсбро» до июня 2015 года.
10 сентября 2011 года в гостевой игре против «Бернли» Джо забил свой первый мяч за «Боро» и помог своей команде победить (0:2). В следующем матче с «Кристал Пэлас», прошедшем 17 сентября, Беннетт заработал своё первое удаление в карьере, покинув поле на 74-й минуте, однако «Мидлсбро» удалось удержать победу (0:1).

### «Астон Вилла»
29 августа 2012 года Беннетт перешёл в клуб Премьер-лиги «Астон Вилла», подписав с бирмингемцами четырёхлетний контракт. Сумма сделки составила около 3 млн фунтов. 22 сентября в игре против «Саутгемптона» состоялся дебют защитника в составе новой команды. Сезон 2012/2013 Беннетт проводил как игрок основного состава, сыграв в 25 матчах Премьер-лиги. Часть игр он вынужден был пропустить из-за травмы колена. В следующем сезоне Беннетт уступил место в стартовом составе испанцу Луне, кроме того, травмы вновь надолго вывели его из строя, из-за чего Джо сыграл лишь в пяти матчах чемпионата.
В августе 2014 года Беннетт был отдан в годичную аренду клубу «Брайтон энд Хоув Альбион», выступающему в чемпионате Футбольной лиги.

## Карьера в сборной
В составе сборной Англии до 19 лет Беннетт принимал участие в юношеском чемпионате Европы 2009, также вызывался в молодёжную сборную Англии.

## Достижения
- Серебряный призёр юношеского чемпионата Европы по футболу (до 19): 2009
- Игрок года «Мидлсбро»: 2011